# Conclave de outubro de 1978
O conclave de outubro de 1978 foi convocado após a morte do Papa João Paulo I (o papa sorriso), ocorrida após tão somente 33 dias de sua surpreendente eleição. Pouco mais de dois meses após reunir-se para definir o sucessor de Paulo VI, todos os cardeais com menos de 80 anos de idade tiveram de se encerrar na Capela Sistina e de lá não sair até que um novo pontífice fosse escolhido.
As tendências demonstradas neste conclave — até mesmo pelo curto espaço de tempo — não divergiram muito daquelas apontadas do conclave anterior. Entre os papabile, outra vez destacava-se a figura do cardeal ultraconservador Giuseppe Siri, o candidato preferido da Cúria Romana, o corpo burocrático do Vaticano.
A disputa de Siri com o liberal Giovanni Benelli, arcebispo de Florença, não tardou a evidenciar-se para os demais cardeais, em especial os europeus não-italianos e os norte-americanos, que acabariam elegendo o polonês Karol Wojtyła — então arcebispo de Cracóvia —, que tomaria o nome de João Paulo II, embora durante uma das primeiras votações, Benelli tenha ficado a apenas oito votos do pontificado. Em 16 de outubro de 1978, o cardeal Pericle Felici foi encarregado do anúncio tradicional, seguido da aparição pessoal do eleito:
– Annuntio vobis gaudium magnum: (Anuncio-vos com grande alegria)

– Habemus Papam! (Já temos o papa!)

– Eminentissimum ac Reverendissimum Dominum (O Eminentíssimo e Reverendíssimo Senhor)

– Dominum Carolum (Dom Carlos (Karol)

– Sanctæ Romanæ Ecclesiæ Cardinalem Wojtyla (Cardeal da Santa Igreja Romana, Wojtyla)

– Qui sibi nomen imposuit (Que adotou o nome)

– Ioannis Pauli (de João Paulo II)

## Eleição para o papado

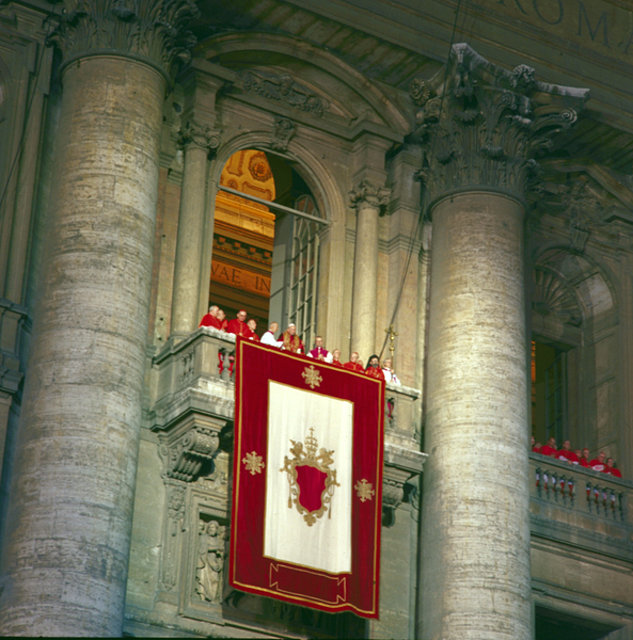
O recém-eleito Papa João Paulo II na varanda.

Em agosto de 1978, após a morte de papa Paulo VI, o Cardeal Wojtyła votou no conclave papal que elegeu papa João Paulo I. João Paulo I morreu após somente 33 dias como Papa, precipitando assim um outro conclave.
O segundo conclave de 1978 começou em 14 de outubro, dez dias após o funeral do papa João Paulo I. Foi dividido entre dois fortes candidatos ao papado: Cardeal Giuseppe Siri, o conservador Arcebispo de Gênova, e o liberal Arcebispo de Florença, Cardeal Giovanni Benelli, um colaborador próximo de João Paulo I.
Os defensores da Benelli estavam confiantes de que ele seria eleito, e no início da votação, Benelli estava com nove votos. Entretanto, a magnitude da oposição a ambos significava que possivelmente nenhum deles receberia os votos necessários para ser eleito, e o Cardeal Franz König, Arcebispo de Viena, individualmente sugeriu a seus colegas eleitores um candidato de compromisso: o Cardeal polonês, Karol Józef Wojtyła, que aos 58 anos foi considerado jovem pelos padrões papais. finalmente ganhou a eleição na oitava votação no segundo dia, de acordo com a imprensa italiana, com 99 votos dos 111 eleitores participantes. Em seguida, ele escolheu o nome de João Paulo II em homenagem ao seu antecessor, e a tradicional fumaça branca informou a multidão reunida na Praça de São Pedro, que um papa havia sido escolhido. Ele aceitou sua eleição com essas palavras: ‘Com obediência na fé em Cristo, meu Senhor, e com confiança na Mãe de Cristo e da Igreja, apesar das grandes dificuldades, eu aceito.’ Quando o novo pontífice apareceu na varanda, ele quebrou a tradição, dizendo a multidão reunida:
| “ | Queridos irmãos e irmãs, todos estamos ainda tristes com a morte do querido papa João Paulo I. E agora os eminentíssimos Cardeais chamaram um novo Bispo de Roma. Chamaram-no de um país distante… Distante, mas sempre muito próximo pela comunhão na fé e na tradição cristã. Tive medo ao receber esta nomeação, mas o fiz com espírito de obediência a Nosso Senhor e com a confiança total na sua Mãe, a Virgem Santíssima. Não sei se posso expressar-me bem na vossa... na nossa língua italiana. Se eu cometer um erro, por favor ‘korrijam’ [sic] me... | ” |

Wojtyła tornou-se o 264º papa de acordo com a ordem cronológica lista dos Papas e o primeiro papa não-italiano em 455 anos. Com apenas 58 anos de idade, ele foi o mais jovem papa eleito desde Pio IX em 1846, que tinha 54 anos. Assim como seu antecessor imediato, João Paulo II dispensou a tradicional coroação papal e, em vez disso, recebeu a investidura eclesiástica que simplificou a cerimônia de posse papal, em 23 de outubro de 1978. Durante a sua posse, quando os cardeais estavam a ajoelhar-se diante dele para tomar seus votos e beijar o Anel do Pescador, ele levantou-se quando o prelado polonês, Cardeal Stefan Wyszyński, ajoelhou-se, interrompeu-o e simplesmente deu-lhe um abraço.

## Presente no conclave

### Composição por consistório
| Consistório            | 1978    | 1978        | 1978  |
| ---------------------- | ------- | ----------- | ----- |
|                        | Eleitor | Não eleitor | Total |
| Fevereiro de 1946      |         | 3           | 3     |
| Janeiro 1953           | 3       | 2           | 5     |
| Criados por Pio XII    | 3       | 5           | 8     |
| Dezembro 1958          | 2       | 3           | 5     |
| Dezembro de 1959       |         | 1           | 1     |
| Março de 1960          | 2       |             | 2     |
| Janeiro de 1961        | 1       |             | 1     |
| Março de 1962          | 3       |             | 3     |
| Criados por João XXIII | 8       | 4           | 12    |
| Fevereiro 1965         | 11      | 2           | 13    |
| Junho 1967             | 15      | 2           | 17    |
| Abril 1969             | 26      | 1           | 27    |
| Março 1973             | 24      | 1           | 25    |
| Maio 1976              | 20      |             | 20    |
| Junho 1977             | 4       |             | 4     |
| Criados por Paulo VI   | 100     | 6           | 106   |
| total                  | 111     | 15          | 126   |

| Criado por               | Cardeais | Por Cento | Direito Voto | Por Cento |
| ------------------------ | -------- | --------- | ------------ | --------- |
| Papa Pio XII (PXII)      | 08       | 6,35 %    | 03           | 2,7 %     |
| Papa João XXIII (JXXIII) | 012      | 9,52 %    | 08           | 7,21 %    |
| Papa Paulo VI (PVI)      | 0106     | 84,13 %   | 0100         | 90,09 %   |
| Total                    | 126      | 100 %     | 111          | 100 %     |

A presidência do Conclave cabe ao Decano do Colégio de Cardeais ou, não sendo este eleitor, ao Cardeal-Bispo Eleitor presente no Conclave com maior precedência. Como o Cardeal Decano Carlo Confalonieri e o Cardeal Vice-Decano Paolo Marella não são eleitores coube ao Cardeal Jean-Marie Villot, Cardeal-Bispo de Frascati, presidir ao Conclave.

## Cardeais Eleitores

Brasão do Camerlengo no Conclave de 1978

### Cardeais Bispos
| Nº | Nome                  | País   | Função                                                                                      | Data Nascimento         | Consistório    | Papa |
| -- | --------------------- | ------ | ------------------------------------------------------------------------------------------- | ----------------------- | -------------- | ---- |
| 1  | Jean-Marie Villot     | França | Cardeal Secretário de Estado da Santa Sé Camerlengo                                         | 11 de outubro de 1905   | Fevereiro 1965 | PVI  |
| 2  | Antonio Samorè        | Itália | Arquivista dos Arquivos Secretos do Vaticano                                                | 4 de dezembro de 1905   | Junho 1967     | PVI  |
| 3  | Sebastiano Baggio     | Itália | Prefeito da Comissão para os Bispos Presidente da Pontifícia Comissão para a América Latina | 16 de maio de 1913      | Abril 1969     | PVI  |
| 4  | Francesco Carpino     | Itália | Arcebispo-emérito da Palermo                                                                | 18 de maio de 1905      | Junho 1967     | PVI  |
| 5  | Stephanos I Sidarouss | Egito  | Patriarca de Patriarca Católico Copta de Alexandria                                         | 22 de fevereiro de 1904 | Fevereiro 1965 | PVI  |

### Cardeais Presbíteros
| Nº | Nome                                   | País                           | Função                                                                     | Data Nascimento         | Consistório    | Papa  |
| -- | -------------------------------------- | ------------------------------ | -------------------------------------------------------------------------- | ----------------------- | -------------- | ----- |
| 6  | Giuseppe Siri                          | Itália                         | Arcebispo de Génova                                                        | 20 de maio de 1906      | Janeiro 1953   | PXII  |
| 7  | Stefan Wyszyński                       | Polónia                        | Arcebispo de Gniezno e Varsóvia                                            | 3 de agosto de 1901     | Janeiro 1953   | PXII  |
| 8  | Paul-Émile Léger, P.S.S.               | Canadá                         | Arcebispo de Montreal                                                      | 25 de abril de 1904     | Janeiro 1953   | PXII  |
| 9  | José María Bueno y Monreal             | Espanha                        | Arcebispo de Sevilha                                                       | 11 de setembro de 1904  | Dezembro 1958  | JXIII |
| 10 | Franz König                            | Áustria                        | Arcebispo de Viena                                                         | 3 de agosto de 1905     | Dezembro 1958  | JXIII |
| 11 | Bernardus Johannes Alfrink             | Países Baixos                  | Arcebispo da Utrecht                                                       | 5 de julho de 1900      | Março 1960     | JXIII |
| 12 | Laurean Rugambwa                       | Tanzânia                       | Arcebispo de Dar-es-Salaam                                                 | 12 de julho de 1912     | Março 1960     | JXIII |
| 13 | José Humberto Quintero Parra           | Venezuela                      | Arcebispo de Caracas                                                       | 22 de setembro de 1902  | Março 1960     | JXIII |
| 14 | Juan Landázuri Ricketts, O.F.M.        | Peru                           | Arcebispo de Lima                                                          | 19 de dezembro de 1913  | Março 1962     | JXIII |
| 15 | Raúl Silva Henríquez, S.D.B.           | Chile                          | Arcebispo de Santiago do Chile                                             | 27 de setembro de 1907  | Março 1962     | JXIII |
| 16 | Leo-Jozef Suenens                      | Bélgica                        | Arcebispo de Bruxelas Ordinário Militar da Bélgica                         | 16 de julho de 1904     | Março 1962     | JXIII |
| 17 | Thomas Benjamin Cooray, O.M.I.         | Sri Lanka                      | Arcebispo de Colombo                                                       | 28 de dezembro de 1901  | Fevereiro 1965 | PVI   |
| 18 | Maurice Roy                            | Canadá                         | Arcebispo de Québec                                                        | 25 de janeiro de 1905   | Fevereiro 1965 | PVI   |
| 19 | Owen McCann                            | África do Sul                  | Arcebispo de Cidade do Cabo                                                | 26 de junho de 1907     | Fevereiro 1965 | PVI   |
| 20 | Léon-Étienne Duval                     | França                         | Arcebispo de Argel                                                         | 9 de novembro de 1903   | Fevereiro 1965 | PVI   |
| 21 | Ermenegildo Florit                     | Itália                         | Arcebispo de Florença                                                      | 5 de julho de 1901      | Fevereiro 1965 | PVI   |
| 22 | Franjo Šeper                           | Croácia                        | Prefeito da Congregação para a Doutrina da Fé                              | 2 de outubro de 1905    | Fevereiro 1965 | PVI   |
| 23 | Paul Zoungrana                         | Burquina Fasso                 | Arcebispo de Uagadugu                                                      | 3 de setembro de 1917   | Fevereiro 1965 | PVI   |
| 24 | Agnelo Rossi                           | Brasil                         | Prefeito da Congregação para a Evangelização dos Povos                     | 4 de maio de 1913       | Fevereiro 1965 | PVI   |
| 25 | Giovanni Colombo                       | Itália                         | Arcebispo de Milão                                                         | 6 de dezembro de 1902   | Fevereiro 1965 | PVI   |
| 26 | Gabriel-Marie Garrone                  | França                         | Prefeito da Congregação para a Educação Católica                           | 12 de outubro de 1901   | Junho 1967     | PVI   |
| 27 | Egidio Vagnozzi                        | Itália                         | Prefeito da Prefeitura dos Assuntos Econômicos da Santa Sé                 | 26 de fevereiro de 1906 | Junho 1967     | PVI   |
| 28 | Maximilien de Fürstenberg              | Países Baixos                  | Grão-mestre da Ordem Equestre do Santo Sepulcro de Jerusalém               | 23 de outubro de 1904   | Junho 1967     | PVI   |
| 29 | José Clemente Maurer, C.Ss.R.          | Peru                           | Arcebispo de Sucre                                                         | 13 de março de 1900     | Junho 1967     | PVI   |
| 30 | John Joseph Krol                       | Estados Unidos                 | Arcebispo de Filadélfia                                                    | 26 de outubro de 1910   | Junho 1967     | PVI   |
| 31 | John Patrick Cody                      | Estados Unidos                 | Arcebispo de Chicago                                                       | 24 de dezembro de 1907  | Junho 1967     | PVI   |
| 32 | Corrado Ursi                           | Itália                         | Arcebispo da Nápoles                                                       | 26 de julho de 1908     | Junho 1967     | PVI   |
| 33 | Alfred Bengsch                         | Alemanha                       | Bispo de Berlim                                                            | 10 de setembro de 1921  | Junho 1967     | PVI   |
| 34 | Justinus Darmojuwono                   | Indonésia                      | Arcebispo de Semarang                                                      | 2 de novembro de 1914   | Junho 1967     | PVI   |
| 35 | Karol Józef Wojtyła                    | Polónia                        | Arcebispo de Cracóvia                                                      | 18 de maio de 1920      | Junho 1967     | PVI   |
| 36 | Michele Pellegrino                     | Itália                         | Arcebispo de Turim                                                         | 25 de abril de 1903     | Junho 1967     | PVI   |
| 37 | Alexandre-Charles-Albert-Joseph Renard | França                         | Arcebispo de Lyon                                                          | 7 de junho de 1906      | Junho 1967     | PVI   |
| 38 | Alfredo Vicente Scherer                | Brasil                         | Arcebispo de Porto Alegre                                                  | 20 de maio de 1906      | Abril 1969     | PVI   |
| 39 | Julio Rosales y Ras                    | Filipinas                      | Arcebispo de Cebu                                                          | 18 de setembro de 1906  | Abril 1969     | PVI   |
| 40 | Gordon Joseph Gray                     | Escócia                        | Arcebispo de Santo André e Edimburgo                                       | 10 de agosto de 1910    | Abril 1969     | PVI   |
| 41 | Paolo Bertoli                          | Itália                         | Prefeito-Emérito da Congregação para as Causas dos Santos                  | 1 de fevereiro de 1908  | Abril 1969     | PVI   |
| 42 | Joseph Parecattil                      | Índia                          | Arcebispo de Ernakulam                                                     | 1 de abril de 1912      | Abril 1969     | PVI   |
| 43 | John Francis Dearden                   | Estados Unidos                 | Arcebispo da Detroit                                                       | 15 de outubro de 1907   | Abril 1969     | PVI   |
| 44 | François Marty                         | Tanzânia                       | Arcebispo de Paris                                                         | 18 de maio de 1904      | Abril 1969     | PVI   |
| 45 | George Bernard Flahiff, C.S.B.         | Canadá                         | Arcebispo de Winnipeg                                                      | 26 de outubro de 1905   | Abril 1969     | PVI   |
| 46 | Paul Gouyon                            | França                         | Arcebispo de Rennes                                                        | 24 de outubro de 1910   | Abril 1969     | PVI   |
| 47 | Mario Casariego y Acevedo, C.R.S.      | Guatemala                      | Arcebispo de Santiago de Guatemala                                         | 13 de fevereiro de 1909 | Abril 1969     | PVI   |
| 48 | Vicente Enrique y Tarancón             | Espanha                        | Arcebispo de Madri                                                         | 14 de maio de 1907      | Abril 1969     | PVI   |
| 49 | Joseph-Albert Malula                   | República Democrática do Congo | Arcebispo de Kinshasa                                                      | 12 de dezembro de 1917  | Abril 1969     | PVI   |
| 50 | Pablo Muñoz Vega, S.J.                 | Equador                        | Arcebispo de Quito                                                         | 23 de maio de 1903      | Abril 1969     | PVI   |
| 51 | Antonio Poma                           | Itália                         | Arcebispo de Bolonha                                                       | 12 de junho de 1910     | Abril 1969     | PVI   |
| 52 | John Joseph Carberry                   | Estados Unidos                 | Arcebispo de Saint Louis                                                   | 31 de julho de 1904     | Abril 1969     | PVI   |
| 53 | Terence James Cooke                    | Estados Unidos                 | Arcebispo de Nova Iorque                                                   | 1 de março de 1921      | Abril 1969     | PVI   |
| 54 | Stephen Kim Sou-hwan                   | Coreia do Sul                  | Arcebispo da Seul                                                          | 8 de maio de 1922       | Abril 1969     | PVI   |
| 55 | Eugênio Sales                          | Brasil                         | Arcebispo de Rio de Janeiro                                                | 8 de novembro de 1920   | Abril 1969     | PVI   |
| 56 | Joseph Höffner                         | Alemanha                       | Arcebispo de Colônia                                                       | 24 de dezembro de 1906  | Abril 1969     | PVI   |
| 57 | John Joseph Wright                     | Estados Unidos                 | Prefeito da Congregação para o Clero                                       | 18 de julho de 1909     | Abril 1969     | PVI   |
| 58 | Johannes Willebrands                   | Países Baixos                  | Presidente do Pontifício Conselho para a Promoção da Unidade dos Cristãos  | 4 de setembro de 1909   | Abril 1969     | PVI   |
| 59 | António Ribeiro                        | Portugal                       | Patriarca de Lisboa                                                        | 21 de maio de 1928      | Março 1973     | PVI   |
| 60 | James Robert Knox                      | Estados Unidos                 | Prefeito da Congregação para o Culto Divino e a Disciplina dos Sacramentos | 2 de março de 1914      | Março 1973     | PVI   |
| 61 | Avelar Brandão Vilela                  | Brasil                         | Arcebispo de Salvador                                                      | 13 de junho de 1912     | Março 1973     | PVI   |
| 62 | Joseph Marie Anthony Cordeiro          | Índia                          | Arcebispo de Karachi                                                       | 19 de janeiro de 1918   | Março 1973     | PVI   |
| 63 | Aníbal Muñoz Duque                     | Colômbia                       | Arcebispo de Bogotá                                                        | 3 de outubro de 1908    | Março 1973     | PVI   |
| 64 | Luis Aponte Martínez                   | Porto Rico                     | Arcebispo de San Juan de Porto Rico                                        | 4 de agosto de 1922     | Março 1973     | PVI   |
| 65 | Raúl Francisco Primatesta              | Argentina                      | Arcebispo da Córdoba                                                       | 14 de abril de 1919     | Março 1973     | PVI   |
| 66 | Salvatore Pappalardo                   | Itália                         | Arcebispo de Palermo                                                       | 23 de setembro de 1918  | Março 1973     | PVI   |
| 67 | Marcelo González Martín                | Espanha                        | Arcebispo de Toledo                                                        | 16 de janeiro de 1918   | Março 1973     | PVI   |
| 68 | Louis-Jean-Frédéric Guyot              | França                         | Arcebispo de Toulouse                                                      | 7 de julho de 1905      | Março 1973     | PVI   |
| 69 | Ugo Poletti                            | Itália                         | Arcipreste da Basílica de Santa Maria Maior                                | 19 de abril de 1914     | Março 1973     | PVI   |
| 70 | Timothy Manning                        | Estados Unidos                 | Arcebispo de Los Angeles                                                   | 15 de novembro de 1909  | Março 1973     | PVI   |
| 71 | Maurice Michael Otunga                 | Quênia                         | Arcebispo de Nairobi                                                       | 31 de janeiro de 1923   | Março 1973     | PVI   |
| 72 | José Salazar López                     | México                         | Arcebispo de Guadalajara                                                   | 12 de janeiro de 1910   | Março 1973     | PVI   |
| 73 | Humberto de Sousa Medeiros             | Portugal                       | Arcebispo de Boston                                                        | 6 de outubro de 1915    | Março 1973     | PVI   |
| 74 | Paulo Evaristo Arns, O.F.M.            | Brasil                         | Arcebispo de São Paulo                                                     | 14 de setembro de 1921  | Março 1973     | PVI   |
| 75 | James Darcy Freeman                    | Austrália                      | Arcebispo da Sydney                                                        | 19 de novembro de 1907  | Março 1973     | PVI   |
| 76 | Narciso Jubany Arnau                   | Espanha                        | Arcebispo de Barcelona                                                     | 12 de agosto de 1913    | Março 1973     | PVI   |
| 77 | Hermann Volk                           | Alemanha                       | Bispo de Mogúncia                                                          | 27 de dezembro de 1903  | Março 1973     | PVI   |
| 78 | Pio Taofinu'u                          | Samoa                          | Arcebispo de Samoa-Apia                                                    | 8 de dezembro de 1923   | Março 1973     | PVI   |
| 79 | Octavio Antonio Beras Rojas            | República Dominicana           | Arcebispo de Santo Domingo                                                 | 16 de novembro de 1906  | Maio 1976      | PVI   |
| 80 | Juan Carlos Aramburu                   | Argentina                      | Arcebispo de Buenos Aires                                                  | 11 de fevereiro de 1912 | Maio 1976      | PVI   |
| 81 | Joseph Marie Trinh-nhu-Khuê            | Vietname                       | Arcebispo de Hanói                                                         | 11 de dezembro de 1898  | Maio 1976      | PVI   |
| 82 | Hyacinthe Thiandoum                    | Senegal                        | Arcebispo de Dacar                                                         | 2 de fevereiro de 1921  | Maio 1976      | PVI   |
| 83 | Emmanuel Kiwanuka Nsubuga              | Uganda                         | Arcebispo de Kampala                                                       | 5 de novembro de 1914   | Maio 1976      | PVI   |
| 84 | Lawrence Trevor Picachy, S.J.          | Indonésia                      | Arcebispo de Calcutá                                                       | 7 de agosto de 1916     | Maio 1976      | PVI   |
| 85 | Jaime Sin                              | Índia                          | Arcebispo de Manila                                                        | 31 de agosto de 1928    | Maio 1976      | PVI   |
| 86 | William Wakefield Baum                 | Estados Unidos                 | Arcebispo de Washington                                                    | 21 de novembro de 1926  | Maio 1976      | PVI   |
| 87 | Aloísio Lorscheider, O.F.M.            | Brasil                         | Arcebispo de Fortaleza                                                     | 8 de outubro de 1924    | Maio 1976      | PVI   |
| 88 | Reginald John Delargey                 | Nova Zelândia                  | Arcebispo de Wellington                                                    | 10 de dezembro de 1914  | Maio 1976      | PVI   |
| 89 | László Lékai                           | Hungria                        | Arcebispo de Esztergom                                                     | 12 de março de 1910     | Maio 1976      | PVI   |
| 90 | George Basil Hume, O.S.B.              | Reino Unido                    | Arcebispo de Westminster                                                   | 2 de março de 1923      | Maio 1976      | PVI   |
| 91 | Victor Razafimahatratra, S.J.          | Madagáscar                     | Arcebispo de Antananarivo                                                  | 8 de setembro de 1921   | Maio 1976      | PVI   |
| 92 | František Tomášek                      | Chéquia                        | Arcebispo de Praga                                                         | 30 de junho de 1899     | Maio 1976      | PVI   |
| 93 | Dominic Ignatius Ekandem               | Nigéria                        | Arcebispo de Abuja                                                         | 23 de junho de 1917     | Maio 1976      | PVI   |
| 94 | Giovanni Benelli                       | Itália                         | Arcebispo de Florença                                                      | 12 de maio de 1921      | Junho 1977     | PVI   |
| 95 | Joseph Aloisius Ratzinger              | Alemanha                       | Arcebispo de Munique e Frisinga                                            | 16 de abril de 1927     | Junho 1977     | PVI   |

### Cardeais Diáconos
| Nº  | Nome                              | País      | Função                                                                                      | Data Nascimento         | Consistório | Papa |
| --- | --------------------------------- | --------- | ------------------------------------------------------------------------------------------- | ----------------------- | ----------- | ---- |
| 96  | Pericle Felici                    | Itália    | Prefeito do Supremo Tribunal da Assinatura Apostólica Protodiácono                          | 1 de agosto de 1911     | Junho 1967  | PVI  |
| 97  | Silvio Oddi                       | Itália    | Núncio na Bélgica e Internuncio no Luxemburgo                                               | 14 de novembro de 1910  | Abril 1969  | PVI  |
| 98  | Giuseppe Paupini                  | Itália    | Presidente da Penitenciária Apostólica                                                      | 25 de fevereiro de 1907 | Abril 1969  | PVI  |
| 99  | Mario Nasalli Rocca di Corneliano | Itália    | Presidente-emérito da Prefeitura da Casa Pontifícia                                         | 12 de agosto de 1903    | Abril 1969  | PVI  |
| 100 | Sergio Guerri                     | Itália    | Presidente da Pontifícia Comissão para o Estado da Cidade do Vaticano                       | 25 de dezembro de 1905  | Abril 1969  | PVI  |
| 101 | Sergio Pignedoli                  | Itália    | Prefeito do Pontifício Conselho para o Diálogo Inter-Religioso                              | 4 de junho de 1910      | Março 1973  | PVI  |
| 102 | Umberto Mozzoni                   | Itália    | Presidente da Comissão de Cardeais para os Pontifícios Santuários de Pompeia, Loreto e Bari | 29 de junho de 1904     | Março 1973  | PVI  |
| 103 | Paul-Pierre Philippe, O.P.        | França    | Prefeito de Congregação para as Igrejas Orientais                                           | 16 de abril de 1905     | Março 1973  | PVI  |
| 104 | Pietro Palazzini                  | Itália    | Secretário-emérito da Congregação para o Clero                                              | 19 de maio de 1912      | Março 1973  | PVI  |
| 105 | Opilio Rossi                      | Itália    | presidente do Pontifício Conselho para os Leigos                                            | 14 de maio de 1910      | Maio 1976   | PVI  |
| 106 | Giuseppe Maria Sensi              | Itália    | Núncio Apostólico-emérito de Portugal                                                       | 27 de maio de 1907      | Maio 1976   | PVI  |
| 107 | Corrado Bafile                    | Itália    | Presidente da Congregação para as Causas dos Santos                                         | 4 de julho de 1903      | Maio 1976   | PVI  |
| 108 | Joseph Schröffer                  | Alemanha  | Secretário-emérito da Congregação para a Educação Católica                                  | 20 de fevereiro de 1903 | Maio 1976   | PVI  |
| 109 | Eduardo Francisco Pirônio         | Argentina | Prefeito da Congregação para os Religiosos e Institutos Seculares                           | 3 de dezembro de 1920   | Maio 1976   | PVI  |
| 110 | Bernardin Gantin                  | Gana      | Presidente do Pontifício Conselho Justiça e Paz Presidente do Pontifício Conselho Cor Unum  | 8 de maio de 1922       | Junho 1977  | PVI  |
| 111 | Mario Luigi Ciappi, O.P.          | Alemanha  | Teólogo da Casa Pontifícia                                                                  | 6 de outubro de 1909    | Junho 1977  | PVI  |

## Acima de 80 anos

Brasão pontifício de João Paulo II.

### Cardeais Bispos
| Nº | Nome               | País   | Função | Data Nascimento       | Consistório   | Papa   |
| -- | ------------------ | ------ | --- | --------------------- | ------------- | ------ |
| 1  | Carlo Confalonieri | Itália | Decano do Colégio Cardinalício                                                                                  | 25 de julho de 1893   | Dezembro 1958 | JXXIII |
| 2  | Paolo Marella      | Itália | Prefeito-emérito da Pontifícia Comissão para o Estado da Cidade do Vaticano Vice-Decano do Colégio Cardinalício | 25 de janeiro de 1895 | Dezembro 1959 | JXXIII |

### Cardeis Presbíteros
| Nº | Nome                                | País           | Função                                                                      | Data Nascimento         | Consistório    | Papa   |
| -- | ----------------------------------- | -------------- | --------------------------------------------------------------------------- | ----------------------- | -------------- | ------ |
| 3  | Carlos Carmelo de Vasconcelos Motta | Brasil         | Arcebispo de Aparecida Protopresbítero                                      | 16 de julho de 1890     | Fevereiro 1946 | PXII   |
| 4  | Joseph Frings                       | Alemanha       | Arcebispo emérito de Colônia                                                | 6 de fevereiro de 1887  | Fevereiro 1946 | PXII   |
| 5  | Antonio Caggiano                    | Argentina      | Arcebispo emérito da Buenos Aires                                           | 30 de janeiro de 1889   | Fevereiro 1946 | PXII   |
| 6  | James Francis McIntyre              | Estados Unidos | Arcebispo emérito de Los Angeles                                            | 25 de junho de 1886     | Janeiro 1953   | PXII   |
| 7  | Alfredo Ottaviani                   | Itália         | Prefeito-emérito da Congregação para a Doutrina da Fé                       | 29 de outubro de 1890   | Janeiro 1953   | PXII   |
| 8  | Antonio María Barbieri, O.F.M.Cap.  | Uruguai        | Arcebispo emérito de Montevidéu                                             | 12 de outubro de 1892   | Dezembro 1958  | JXXIII |
| 9  | Alberto di Jorio                    | Itália         | Prefeito-emérito da Pontifícia Comissão para o Estado da Cidade do Vaticano | 18 de julho de 1884     | Dezembro 1958  | JXXIII |
| 10 | Josyp Slipyj                        | Ucrânia        | Arcebispo emérito de Kiev-Halych                                            | 17 de fevereiro de 1892 | Fevereiro 1965 | PVI    |
| 11 | Lawrence Joseph Shehan              | Estados Unidos | Arcebispo emérito de Baltimore                                              | 18 de março de 1898     | Fevereiro 1965 | PVI    |
| 12 | Patrick Aloysius O'Boyle            | Estados Unidos | Arcebispo emérito de Washington                                             | 18 de julho de 1896     | Junho 1967     | PVI    |
| 13 | Pietro Parente                      | Itália         | Secretário-emérito da Congregação para a Doutrina da Fé                     | 16 de fevereiro de 1891 | Junho 1967     | PVI    |
| 14 | Miguel Darío Miranda y Gómez        | México         | Arcebispo emérito de Cidade do México                                       | 19 de dezembro de 1895  | Abril 1969     | PVI    |

### Cardeais Diáconos
| Nº | Nome                                  | País   | Função                                                      | Data Nascimento     | Consistório | Papa |
| -- | ------------------------------------- | ------ | ----------------------------------------------------------- | ------------------- | ----------- | ---- |
| 15 | Ferdinando Giuseppe Antonelli, O.F.M. | Itália | Secretário-emérito da Congregação para as Causas dos Santos | 14 de julho de 1896 | Março 1973  | PVI  |